# Xinqiu
Der Stadtbezirk Xinqiu (chinesisch 新邱区, Pinyin Xīnqiū Qū) ist ein Stadtbezirk in China, der zum Verwaltungsgebiet der bezirksfreien Stadt Fuxin in der nordostchinesischen Provinz Liaoning gehört. Er hat eine Fläche von 122,4 km² und zählt 66.769 Einwohner (Stand: Zensus 2020).

## Administrative Gliederung
Auf Gemeindeebene setzt sich der Stadtbezirk aus vier Straßenvierteln und einer Großgemeinde zusammen. Diese sind: 　　
- Straßenviertel Jieji 街基街道
- Straßenviertel Zhongbu 中部街道
- Straßenviertel Beibu 北部街道
- Straßenviertel Nanbu 南部街道

- Großgemeinde Changyingzi 长营子镇